# فرناندا مونتينيغرو
أرليت بينيرو إستيفيس توريس أونم (من مواليد 16 أكتوبر 1929)، والمعروفة باسمها المسرحي فرناندا مونتينيغرو، هي ممثلة مسرحية وتلفزيونية وسينمائية برازيلية. تعتبر من قبل العديد أعظم ممثلة برازيلية في كل العصور، وغالبًا ما يشار إليها بالسيدة العظيمة للمسرح البرازيلي والسينما وفنون الأداء. تعتبر البرازيلية الوحيدة التي تم ترشيحها لجائزة الأوسكار لأفضل ممثلة. كما أنها الممثلة الوحيدة المرشحة لجائزة الأوسكار عن أداء باللغة البرتغالية،  عن عملها في المحطة المركزية (1998).بالإضافة إلى ذلك، كانت أول برازيلية تفوز بجائزة إيمي الدولية في فئة أفضل ممثلة عن أدائها في الأم كاندي (2013).

## روابط خارجية
- فرناندا مونتينيغرو في قاعدة بيانات الأفلام على الإنترنت